# Romdrup Å
57°02′33″N 10°03′56″Ø / 57.04251°N 10.06554°Ø
Romdrup Å er et vandløb i det nordlige Himmerland, som leder vand øst om Aalborg og har udløb i Limfjorden. Åen har udspring øst for Skovstrup og udmunder efter ca. 10 km løb i Limfjorden øst for Grønlandshavnen. Den har tilløb fra en grøft fra Lundby tæt på udspringet og Landbækken øst for Aalborg samt et stort antal afvandingsgrøfte. Åen ligger i sammen med Vaarst Hovedgrøft i Romdrup Ådal; Vaarst Hovedgrøft leder vandet mod syd til Lindenborg Å.